# Chapelle Sainte-Croix de Reims
La chapelle Sainte-Croix est un monument historique de Reims.

## Présentation
La chapelle se trouve à l'entrée du cimetière du Nord, ouvert en 1787, qui est le plus ancien de la ville, il supplanta lentement les anciens cimetières paroissiaux aujourd'hui disparus.

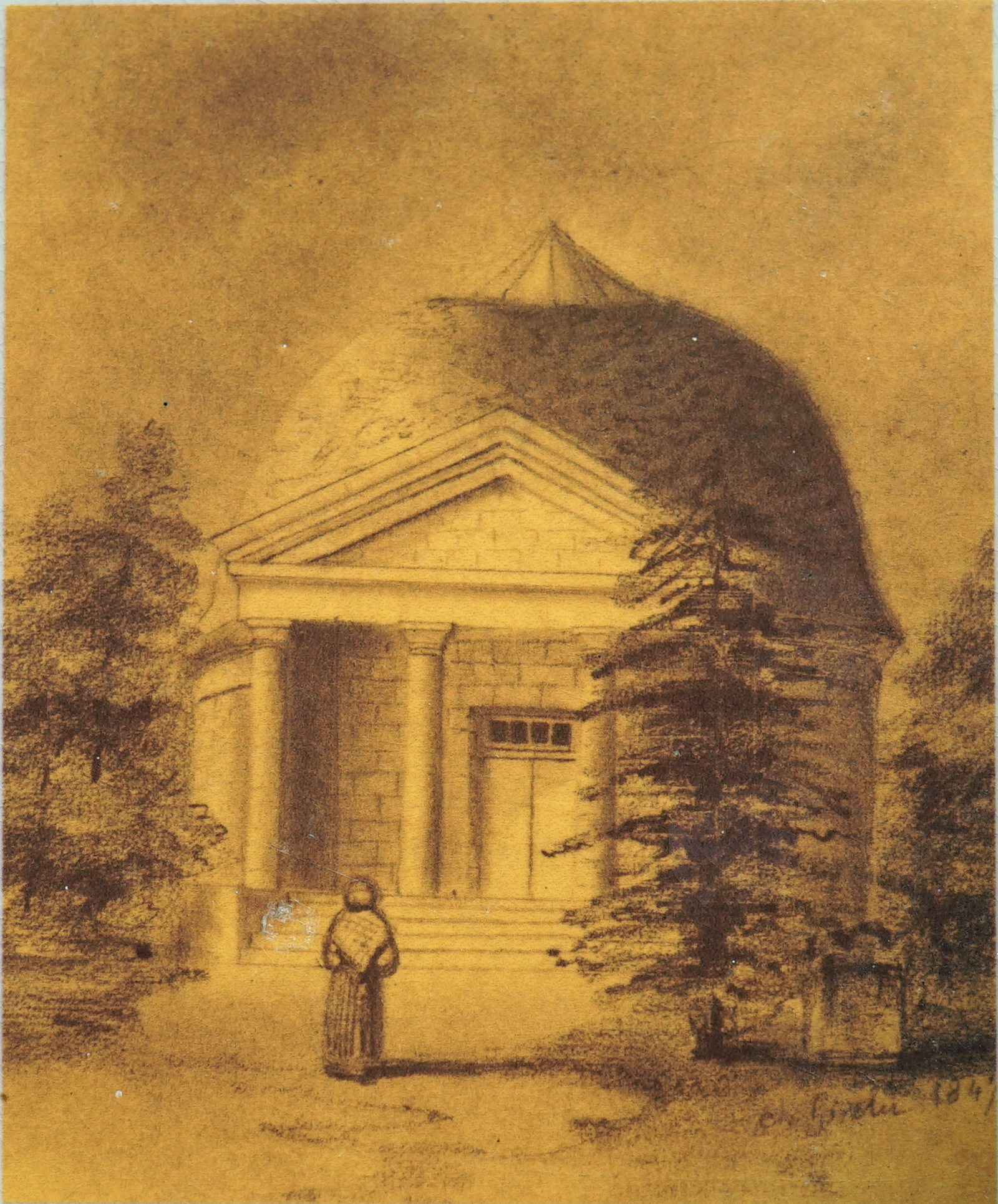
Dessin de Charles Géviler en 1847.

L'édifice est actuellement enclavé par l'emprise de la voie ferrée, la rue du Champ-de-Mars.

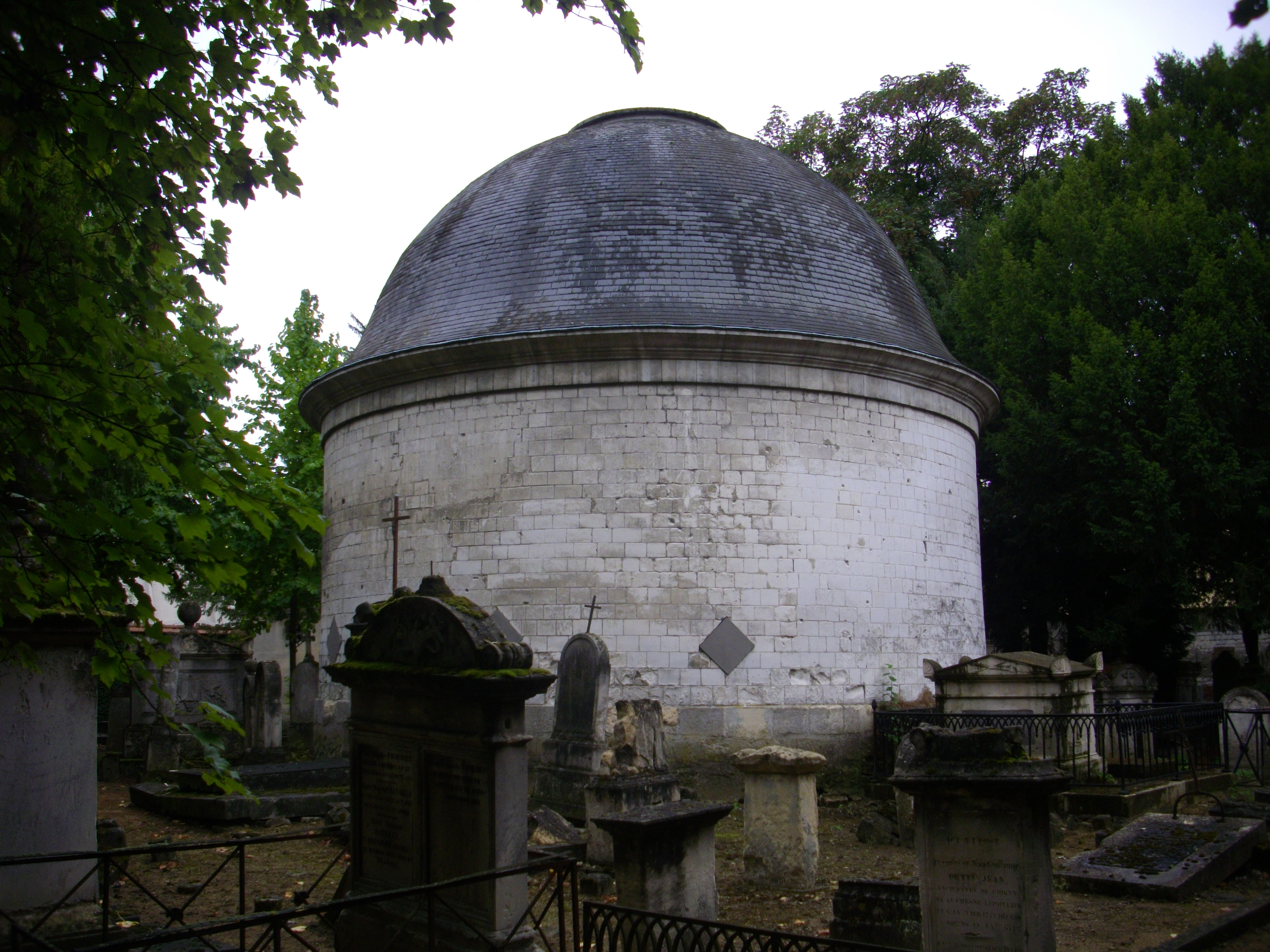
Le chevet.

La chapelle Sainte-Croix, qui reçut le corps d'Alexandre Gonsse de Rougeville, connu sous le nom de chevalier de Maison-Rouge, par le roman d'Alexandre Dumas, est classée Monument historique. Cet ensemble fait l’objet d’un classement au titre des monuments historiques depuis le 15 novembre 1927. Elle sert aussi de sépulture pour l'abbé André Nicolas Savart qui décédait le 3 avril 1819 et l'abbé Nicoals Malherbe mort le 1er janvier 1820.
Elle fut construite sur les plans de l'architecte diocésain Nicolas Serrurier, composée d'un péristyle de quatre colonnes surmonté d'un fronton triangulaire, elle comportait un autel de marbre noir et un décor peint imitant les draperies funéraires. Le tout seulement éclairé par un oculus sommital. Elle est ronde avec un dôme. Fortement endommagée lors de la Grande guerre, elle est entièrement remontée par Henri Deneux.
Construit à la fin du XVIIIe siècle et inauguré le 8 juillet 1787, le cimetière contient les restes de la plupart des citoyens qui depuis ont illustré la ville.